# Saik Falc'hun
Jean-François Falc'hun, plus communément appelé Saïk Falc'hun (et qui signait Yann-Frañsez Falc'hun ses articles dans la revue Kroaz Breiz dont il fut le directeur de 1948 à 1950), est un prêtre breton, du diocèse de Quimper et de Léon, né le 17 novembre 1913 à Bourg-Blanc et mort le 26 février 1999  à Brest.
Il ne faut pas le confondre avec le chanoine François Falc'hun (1909-1991), son cousin, professeur de celtique à l'université de Rennes puis de Brest, et aumônier général du Bleun-Brug de 1956 à 1959.

## Biographie
Entré au grand séminaire de Quimper en 1932, il part ensuite étudier à la faculté de théologie d'Angers où il obtient une licence de théologie en juin 1938. Ordonné prêtre le 2 avril 1938, il est d'abord nommé professeur au collège Saint-François de Lesneven. Il est nommé un an plus tard professeur au grand séminaire de Quimper : il y est d'abord professeur de philosophie, puis en 1946 professeur de droit canonique et de liturgie. Il fonde en 1948 la revue en langue bretonne Kroaz Breiz, qui est l’organe du mouvement catholique Bleun-Brug. Il en est le directeur jusqu’au numéro 30 (mai 1948-octobre 1950).
De 1950 à 1955, il est également notaire ecclésiastique auprès de l'Officialité de Quimper. Il est nommé chanoine honoraire en 1953.
Il est ensuite curé-doyen de Plouzévédé de 1955 à 1958, puis curé-doyen de Lesneven. Il est nommé curé-archiprêtre de Saint-Pol-de-Léon en 1967, mais doit résigner sa charge en 1970 pour raisons de santé. Il se retire chez son frère Claude Falc'hun, curé de Daoulas, puis au presbytère de Dirinon en 1982, avant d’aller en 1994 à la maison de retraite des vieux prêtres du diocèse à Keraudren (Brest).
Dans les dernières années de sa vie, il a traduit plusieurs Vies latines médiévales de saints, et a collaboré avec Job an Irien à la traduction en breton du Pedenn an Deiz, un abrégé de la Prière du Temps Présent (ou Bréviaire) publié en 1988, puis avec Pierre Guichou et Job an Irien à la relecture et mise à jour des textes liturgiques du missel édité en breton par le Minihi Levenez en 1997.

## Publications

### sous le nom de François Falc'hun
- avec Jean-Luc Deuffic, Daoulas, Rennes, éditions Ouest-France, 1981, 32 p.  (ISBN 978-2-85882-327-7)
- Dirinon, Rennes, éditions Ouest-France, 1986, 32 p.  (ISBN 2-85882-971-3)

### sous le nom de Saïk Falhun
- « Buhez sant Hoarve (pe Herve) / Vie de saint Hoarvé (ou Hervé) », traduction en breton et en français de la Vita sancti Hervei (vel Hoarvei), dans St-Hervé. Vie et culte, Tréflévenez, éd. Minihi Levenez, 1990, p. 108-131, (livre bilingue)  (ISBN 2-908230-02-X)
- « Buhez sant Paol a Leon / Vie de saint Paul de Léon », traduction en breton et en français de la Vita Pauli Aureliani, dans Saint Paul Aurélien. Vie et culte / Sant Paol a Leon, Tréflévenez, éd. Minihi Levenez, 1991, p. 150-231, (livre bilingue)  (ISBN 2-908230-05-4)
- « Livre des épîtres de l’évêque saint Patrick », traduction en français du Libri epistolarum santi Patricii episcopi (comprenant la Confessio et l'Epistola ad Coroticum), dans Sant Padrig, éd. Minihi Levenez, 1989, 64 p. (livre en français et breton) [4].
- « Santez Berhed (eil Buez, skrivet gand Gogitosus) / Sainte Brigitte (2e Vie, écrite par Cogitosus) », traduction en breton et en français de la Vita II Sanctae Brigidae, dans Santez Berhed / Sainte Brigitte, vie et culte (Minihi Levenez n°24, février 1994), p. 31-59.